# Home and Garden Television
Home and Garden Television (được viết tắt là HGTV) là một kênh truyền hình trả tiền của Mỹ, thuộc sở hữu của Discovery, Inc. Mạng chủ yếu phát các chương trình thực tế liên quan đến cải thiện nhà và bất động sản. Tính đến tháng 2 năm 2015, khoảng 95.628.000 hộ gia đình Mỹ (82.2% của các hộ gia đình có TV) đã có thể xem HGTV. Trong năm 2016, HGTV đã vượt qua CNN là kênh truyền hình cáp được xem nhiều thứ ba ở Mỹ, sau Fox News và ESPN.